# Västerås flygmuseum
Västerås flygmuseum är ett museum som visar upp veteranflyg som ligger vid Stockholm-Västerås flygplats, före detta flottiljområde för Västmanlands flygflottilj (F 1).

## Historik
Efter en del utredningar började Västerås flygmuseum sin verksamhet på allvar 1999. Utvecklingen har glädjande nog lett till att lokalerna i dagsläget är tämligen välfyllda med inemot 30 flygplan och helikoptrar varav alla utom fem är luftvärdiga. Dessutom finns motorer, instrument, modeller och annan materiel utställda. I flygmuseet finns även fem stycken fungerande flygsimulatorer;Saab 39 Gripen, SAAB J 35 Draken, Convair CV440 Metropolitan, McDonnell Douglas DC-10, Airbus A320 samt en Link-trainer från 1920-talet. Museet har öppet för allmänheten varje söndag året mellan klockan 11 och 16. Vissa år arrangerar Flygmuseet flygdagar med öppet hus under försommaren. Flertalet av museets flygplan är flygdugliga och visas upp i återkommande flygdagar. 

## Föreningarna vid bildandet
Föreningarna vid bildandet var:
- F1 kamratförening, lokaler i Gula Villan, fanns redan på flottiljtiden.
- Swedish veteran wing.
- Eskilstuna flygmuseum, började på Kjula men flyttade till Västerås 2004.
- Vallentuna aviatörförening (Douglas DC-3) , liten verksamhet här samt på eget stråk i Vallentuna.
- Elevföreningen vid Hässlögymnasiet, sedermera utbytt mot ”aktiva elever”, till Hässlö 1987.
- Hässlö flygförening, hangarer på Brända Tomten (platta 3), lokaler i GA-center. Föreningen tillkom år 2004 och sköter allmänflyget på flygplatsen.

## Flygplan
Exempel på flygplansflottan som visas upp är:

- De Havilland Canada DHC-1 Chipmunk
- Saab J 32E Lansen
- Piper PA-23 Apache
- Saab AJS 37 Viggen
- Anfänger
- Bücker Bü 181 Bestman
- de Havilland Heron
- Saab Sk 50 Safir
- Hawker Hunter
- HN Concubin
- Saab J 29 Tunnan
- J 35 Draken
- Sk 16
- de Havilland DH 100 Vampire
- Jakovlev Jak-52
- Hkp 6 (Bell 206)
- Hkp 3 (Bell 204)
- Hkp 9 (Bo-105)

## Simulatorer
Sommaren 2018 hade museet fem fungerande simulatorer, samt en under ombyggnad. Samtliga är uppbyggda kring äkta cockpitar med delvis aktiva instrument samt realistiskt ljud. Simulatorerna är under ständig utveckling genom att fler och fler funktioner läggs till.

- SAAB J 35J Draken, från Flygvapnet.
- SAAB JAS 39A Gripen, från Flygvapnet och anpassad för rörelsehindrade.
- Convair CV440 Metropolitan, från SAS.
- McDonnell Douglas DC-10, från Scanair.
- Link-trainer, flygsimulator från 1920-talet.
- Airbus A320, under ombyggnad.

## Galleri

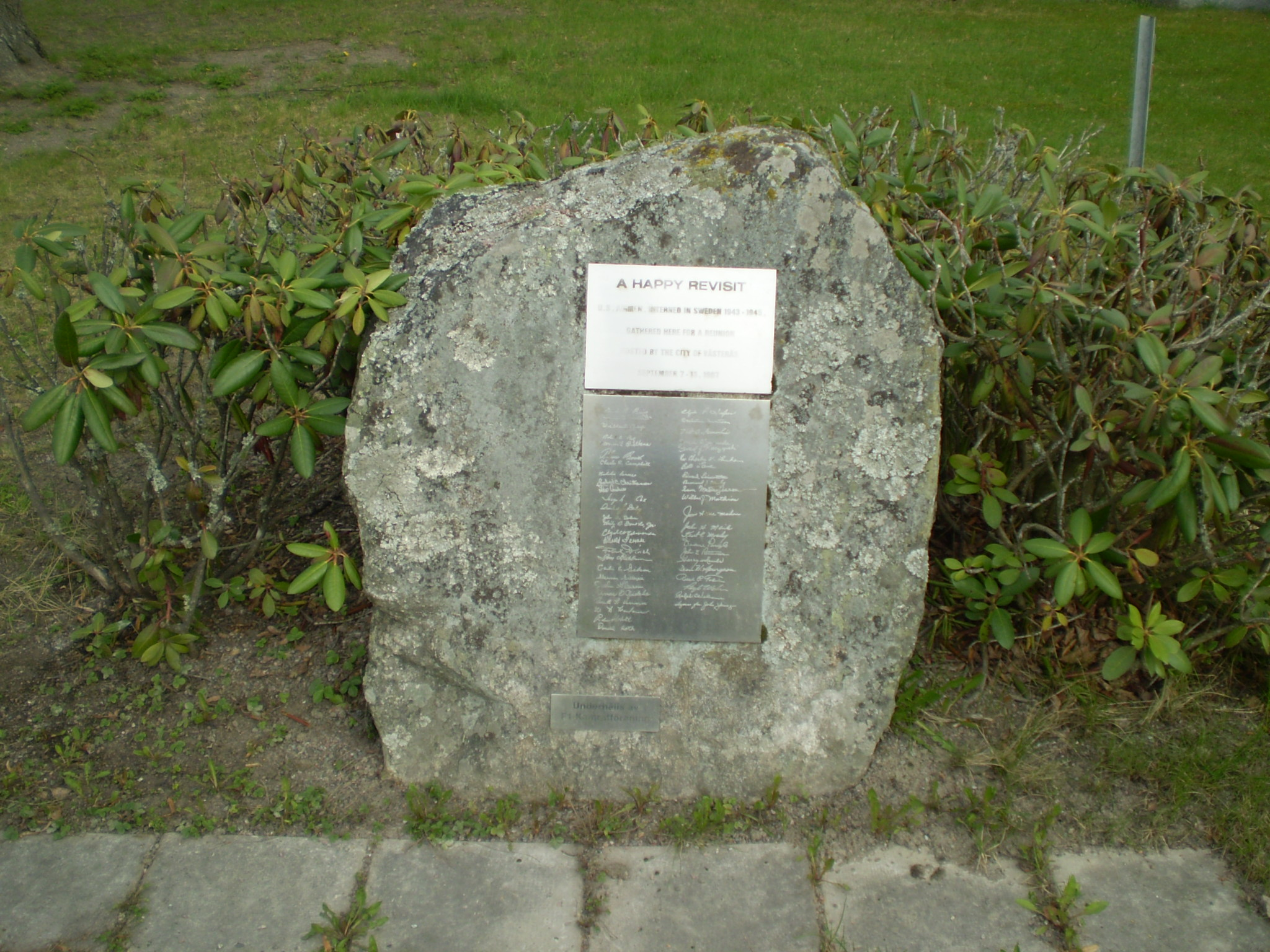
Minnessten vid Västerås flygande museum över de amerikanska flygmän som internerades i Sverige mellan åren 1943 och 1945.
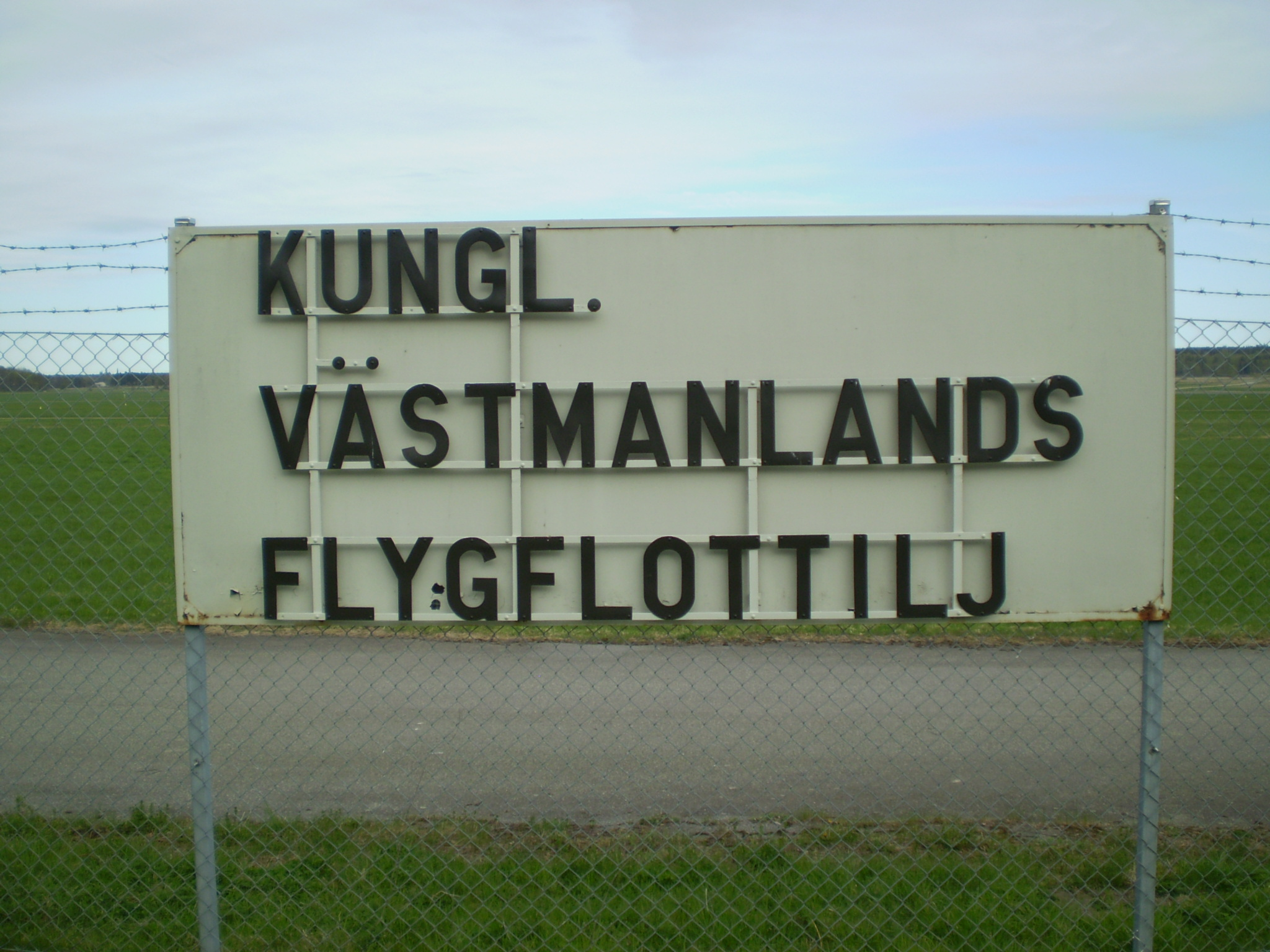
Flottiljens namn, vilket tidigare satt på vaktkasernen.
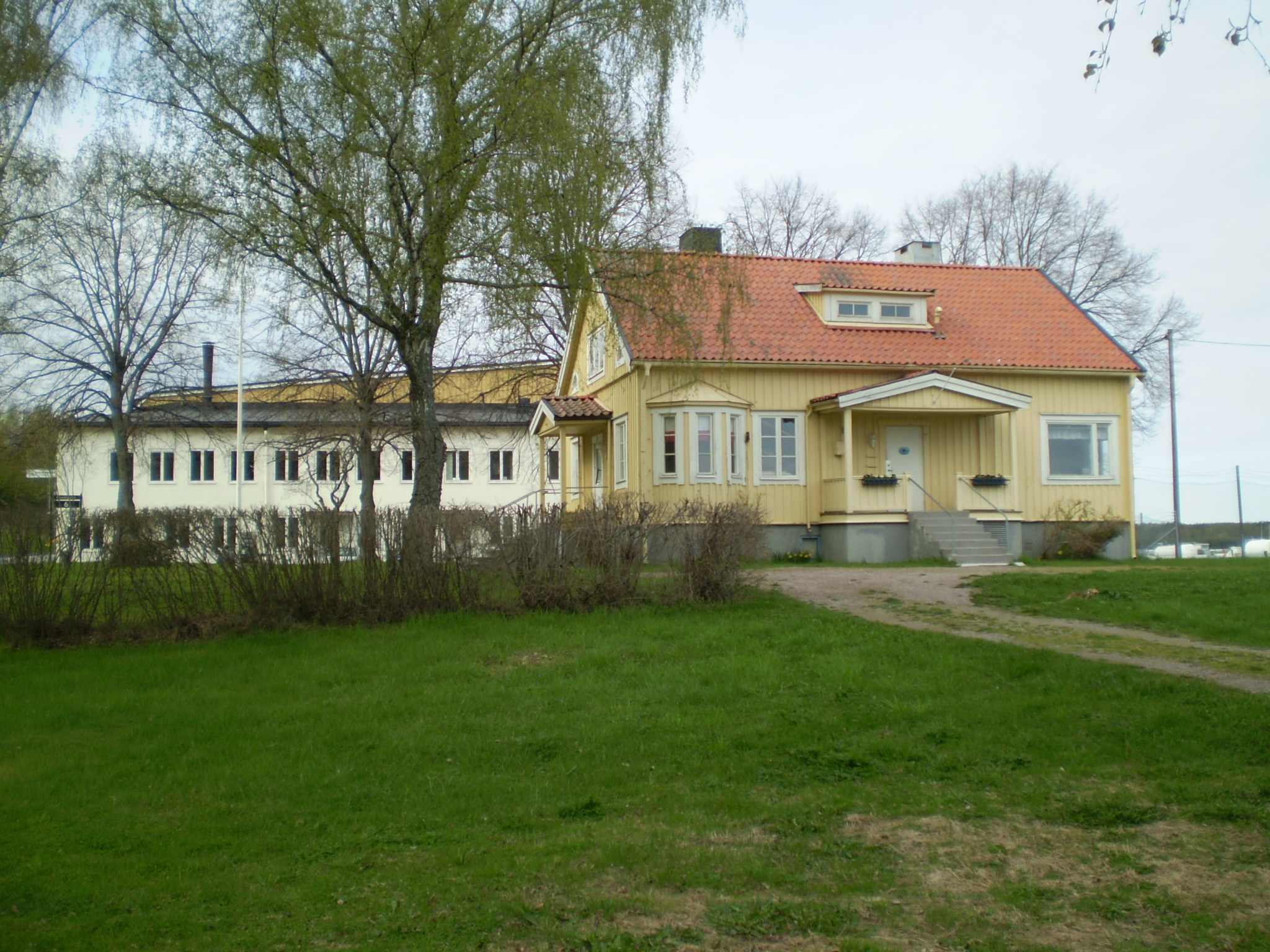
Byggnaden "Gula villan" tillhörande Västerås flygande museum och I 18/F 1 kamratförening.
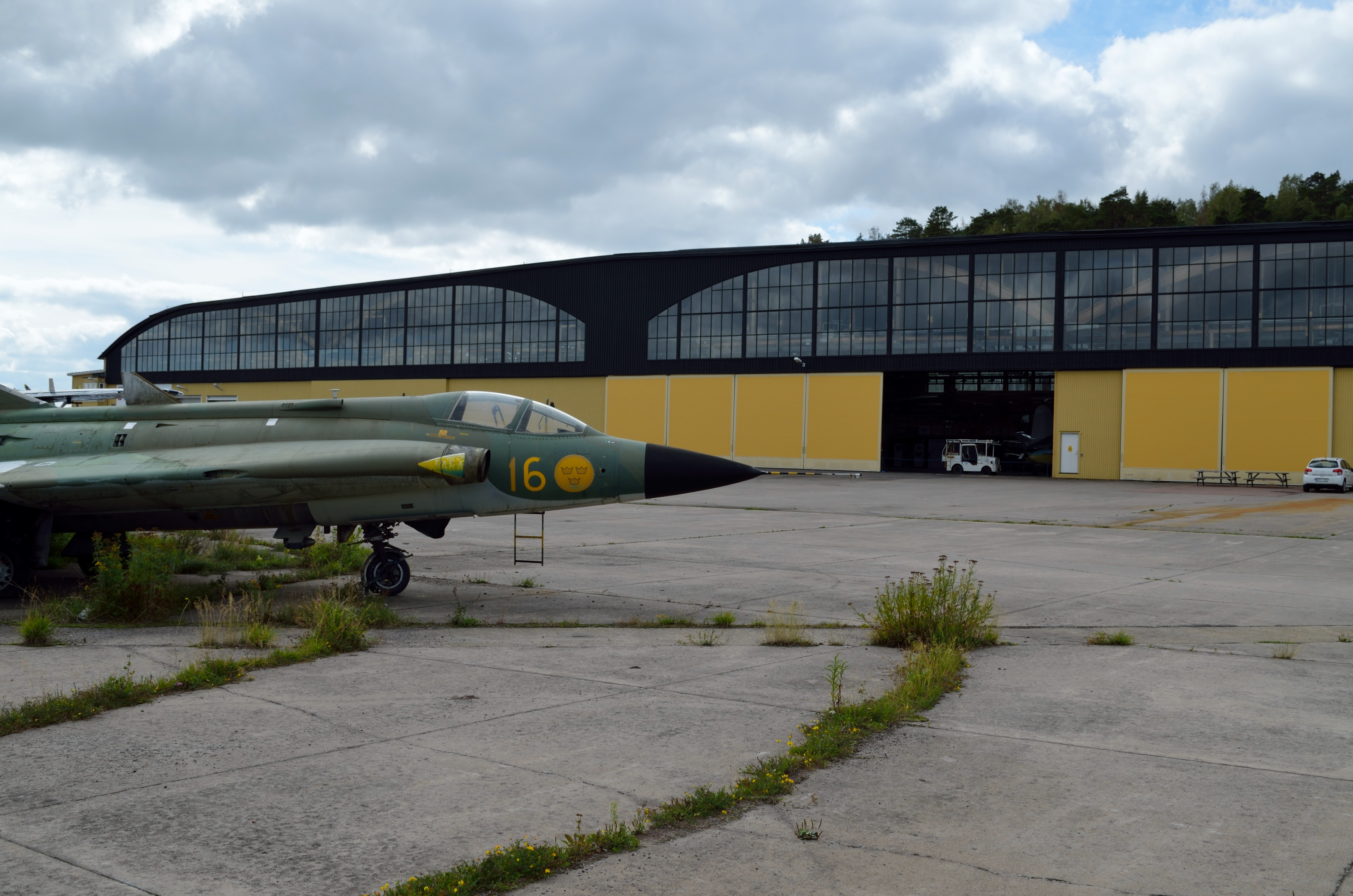
Vy över museets hangar samt Saab J 35F-1 Draken (S/N 35496).
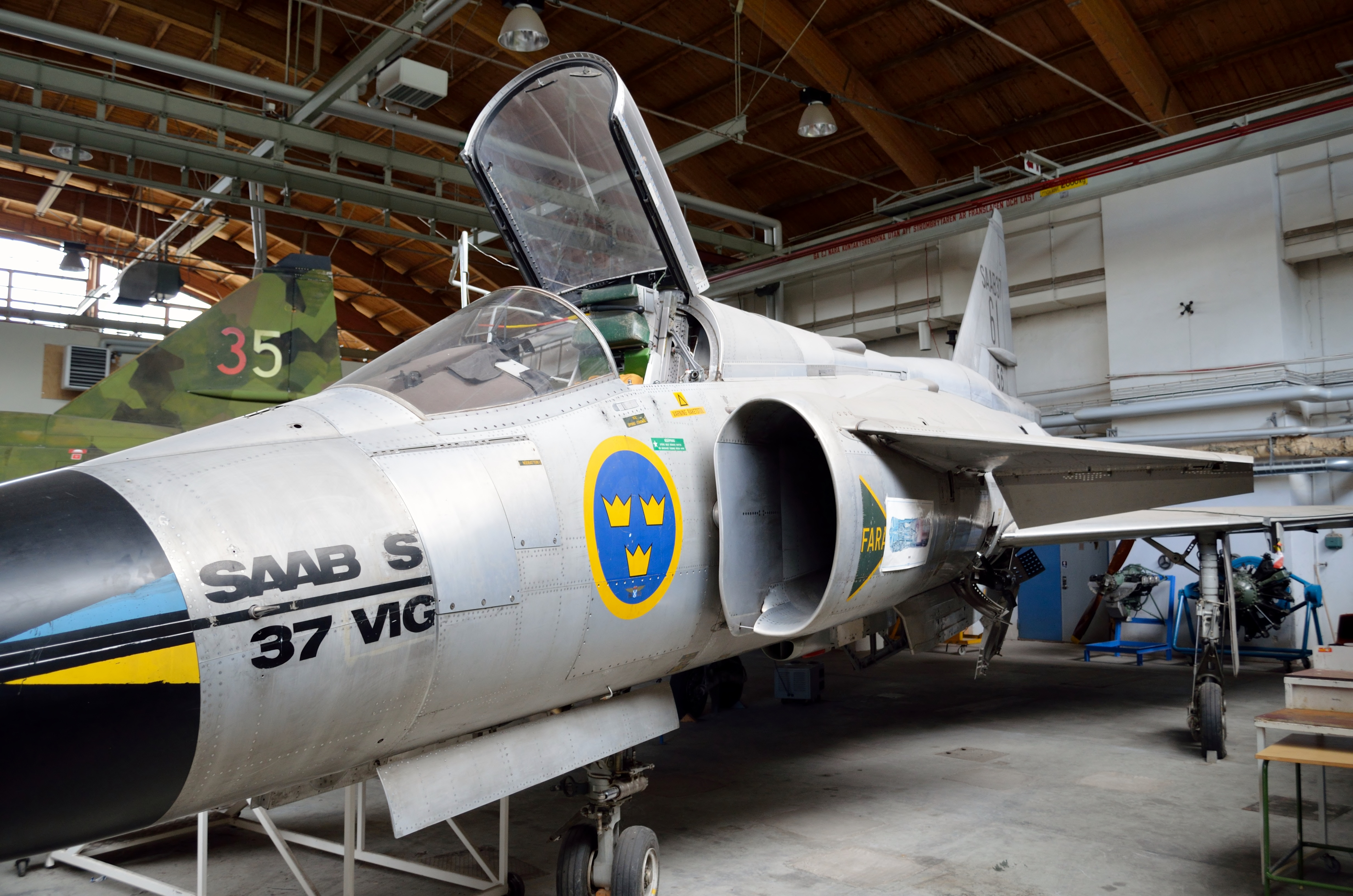
Saab 37 Viggen, denna individ är ett provflygplan.
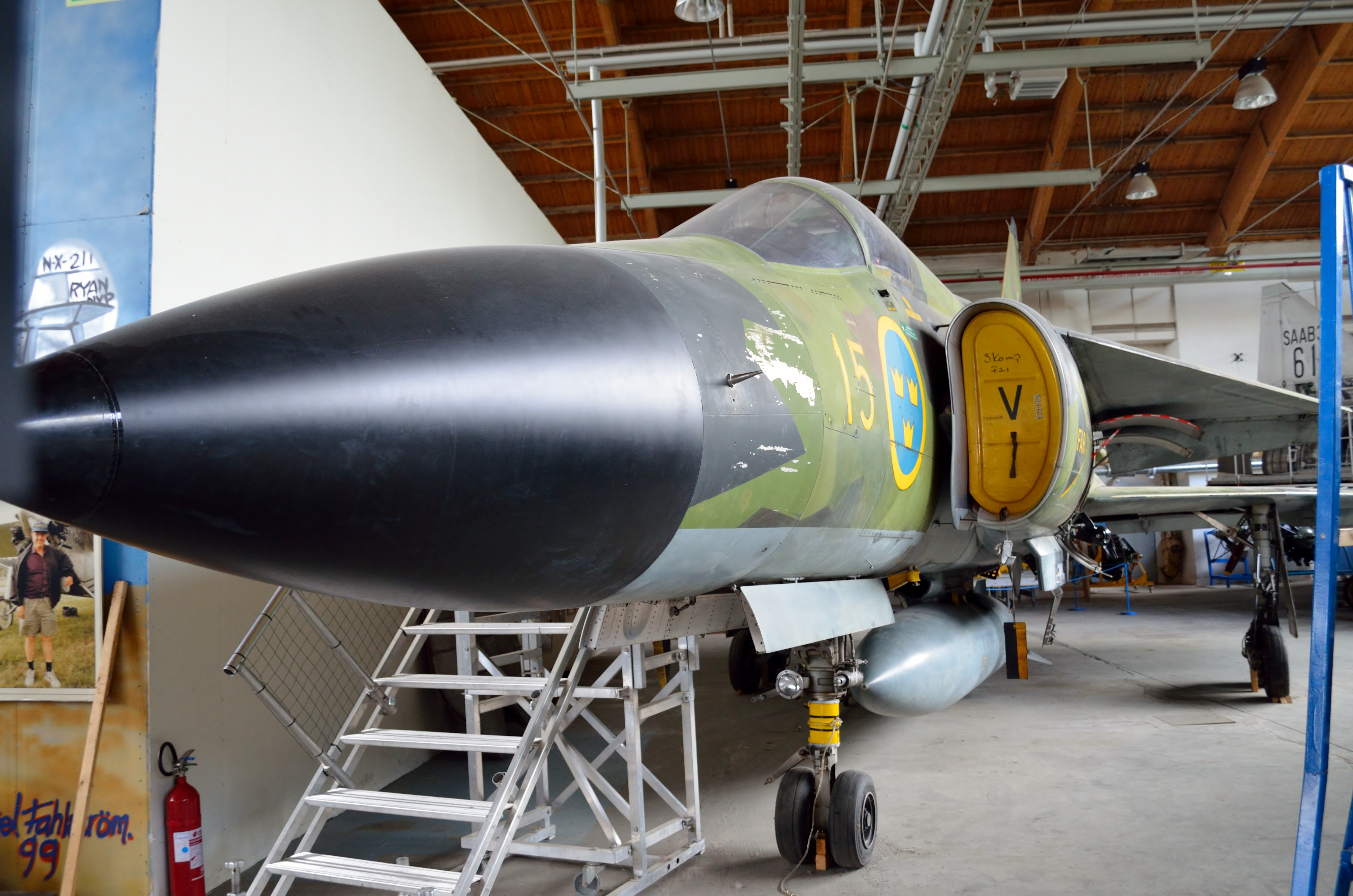
AJ 37 Viggen.
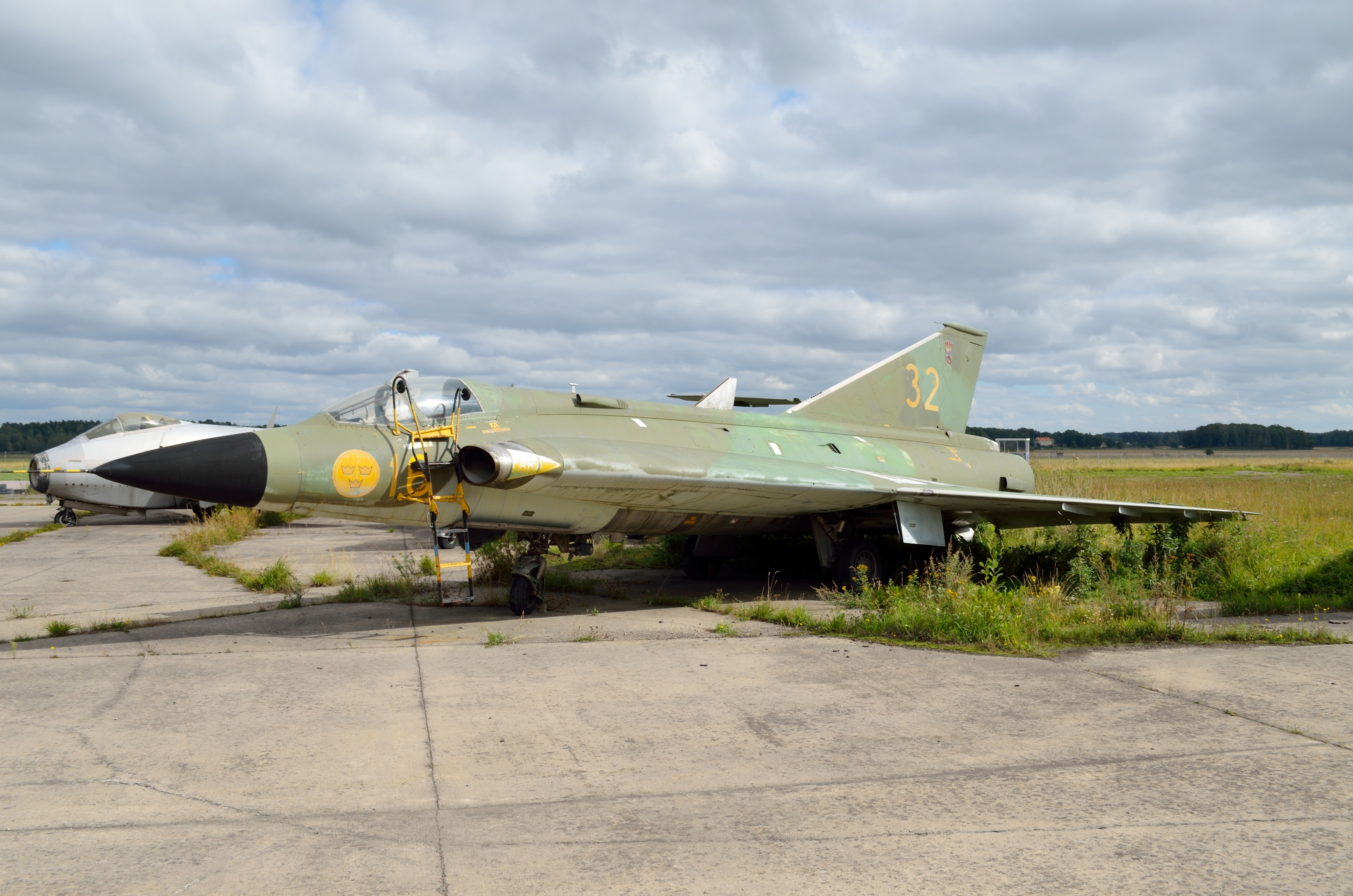
Saab J 35F-1.
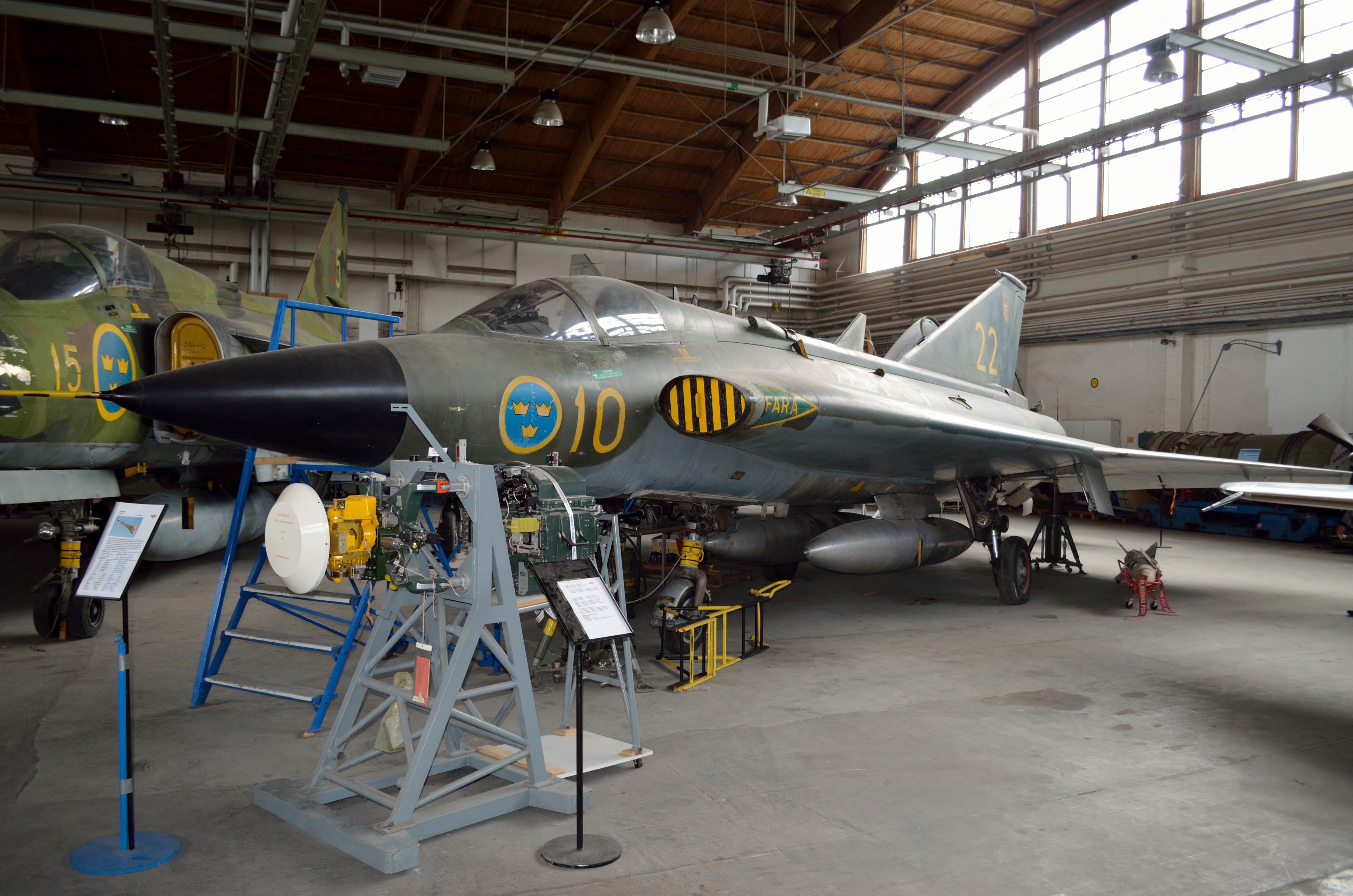
Saab J 35F-2